# Kowalik (Ruciane-Nida)
Kowalik, alt. Kowalik Piski (niem. Kowallik, 1938–1945 Müllershof) – dawniej odrębna miejscowość, obecnie część miasta Rucianego-Nidy w woj. warmińsko-mazurskim, w powiecie piskim.
Czasami nazywany jest Kowalikiem Piskim w celu odróżnienia go od pobliskiej wsi Kowalik.
W przeciwieństwie do pozostałych obszarów miasta, Kowalik leży na południowo-wschodnim brzegu Jeziora Nidzkiego (naprzeciw Nidy), co czyni go obszarem geograficznie odizolowanym. Rozpościera się wzdłuż ulicy o nazwie Kowalik. Znajduje się tu dawny cmentarz ewangelicki oraz siedziba Leśnictwa Kowalik.

## Historia
Po II wojnie światowej wieś przypadła Polsce jako część tzw. Ziem Odzyskanych. 28 czerwca 1946 roku jako składowa powiatu piskiego gmina weszła w skład nowo utworzonego woj. olsztyńskiego. W 1952 roku stanowiła jedną z 11 gromad gminy Wejsuny.
Jesienią 1954 utworzono gromadę Wejsuny, w skład której wszedł Kowalik Piski
1 stycznia 1972 wieś Kowalik wyłączono z gromady Wejsuny (a także jeziora Guzianka Duża, Guzianka Mała i Koś-Koik, część jeziora Nidzkiego oraz 814 ha terenów leśnych należących do Nadleśnictwa Ruciane), włączając je do miasta Ruciane-Nida w tymże powiecie.